# Steinstraße 1/2 (Anklam)

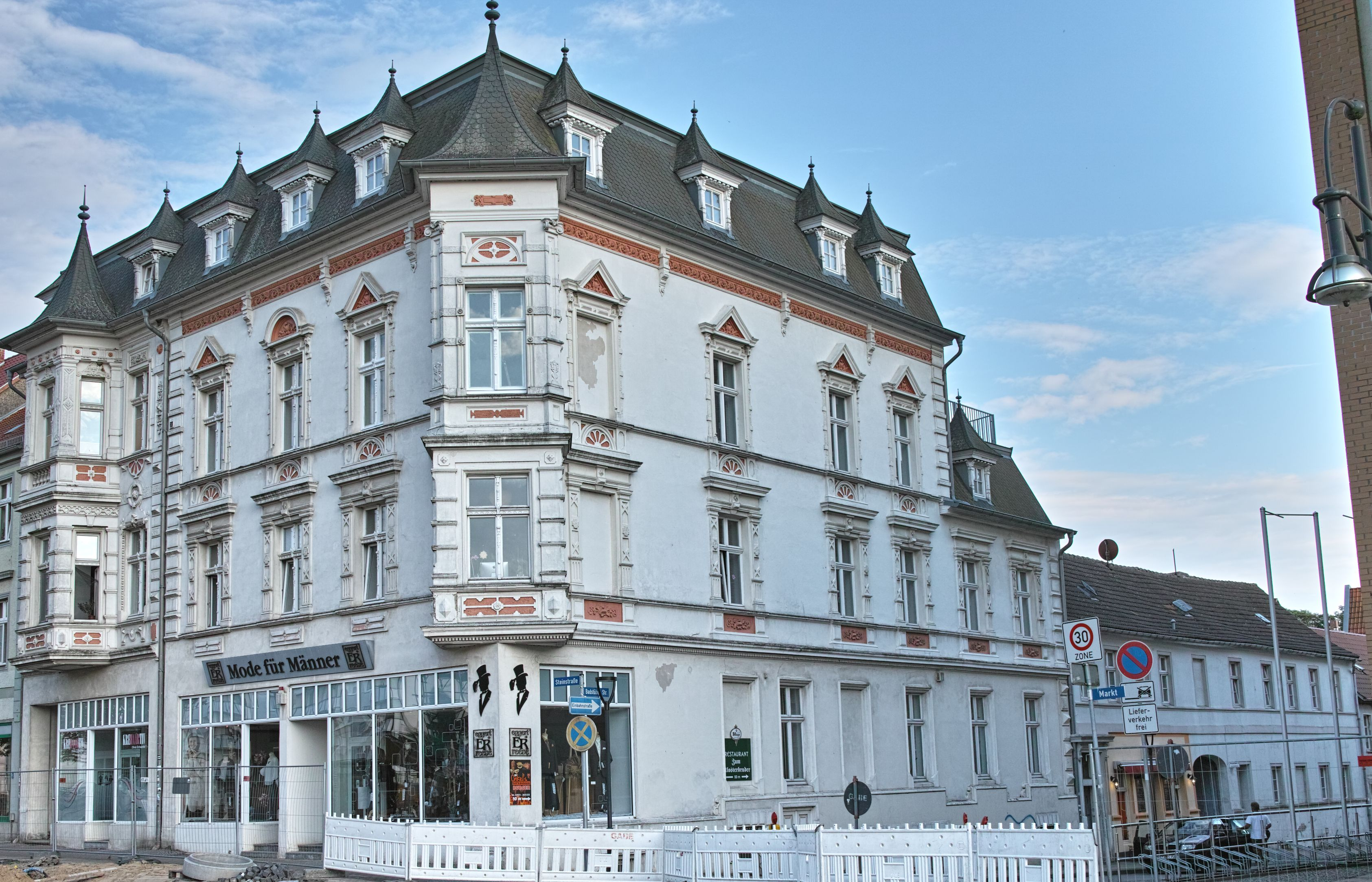

Das Wohn- und Geschäftshaus Steinstraße 1/2 in Anklam (Mecklenburg-Vorpommern) an der Ecke zum Marktplatz stammt vom Anfang des 19. Jahrhunderts. Das Gebäude steht unter Denkmalschutz.

## Geschichte

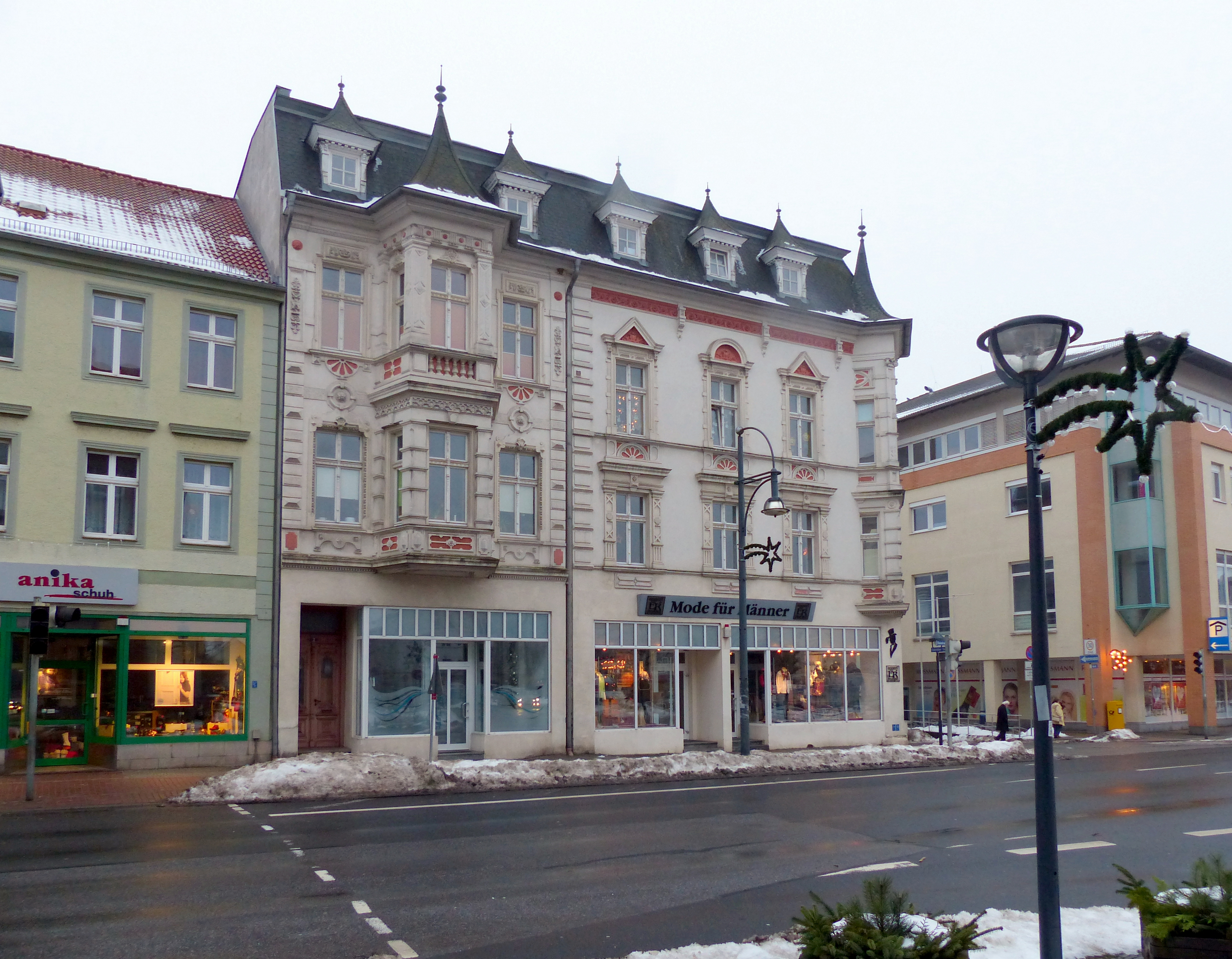

Die Hanse- und Lilienthalstadt Anklam mit 12.331 Einwohnern (2019) wurde 1243 erwähnt.
Das dreigeschossige, teils klassizistische, teils historisierende Doppelhaus mit dem Erker an der Ecke und an der Seite wurde als Nr. 1 nach 1800 gebaut. Joseph und sein Bruder Joel Cohn eröffneten 1817 als Gebrüder Wertheim in der Steinstraße 2 einen kleinen Laden. Hier ist auch der bekannte Sohn von Josef, der spätere Kaufhausbesitzer Abraham Wertheim (1819–1891), geboren und aufgewachsen.
Im Rahmen der Städtebauförderung wurde das Gebäude um 1995 saniert.